# Braćani
Braćani (cyr. Браћани) – wieś w Czarnogórze, w gminie Danilovgrad. W 2011 roku liczyła 14 mieszkańców.